# Lunga Point

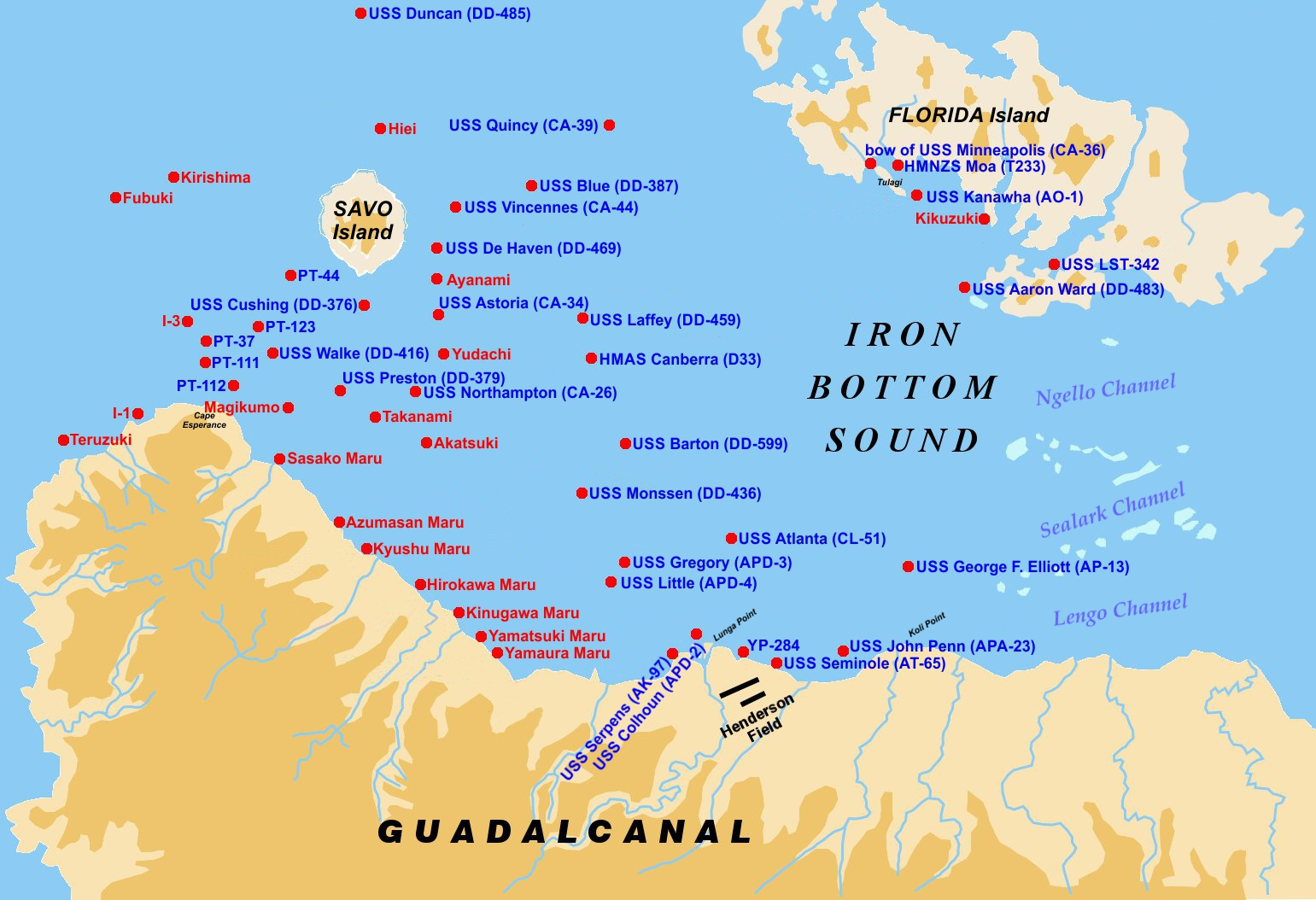
Mapa do Ironbottom Sound e ilhas circundantes.

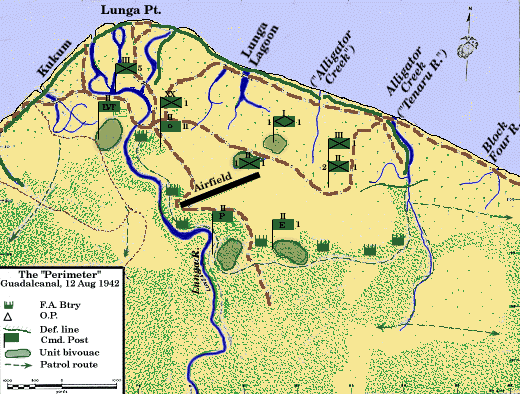
Situação da Lunga Point, na ilha de Guadalcanal

Lunga Point ou Punta Lunga é um promontório na costa norte da ilha de Guadalcanal, na Melanésia, uma subregião da Oceania. O local foi palco de uma batalha terrestre e naval durante a Segunda Guerra Mundial. Era também o nome de um aeródromo próximo, mais tarde renomeado para  Henderson Field, e de  
um porta-aviões de escolta da Marinha dos EUA, o USS Lunga Point (CVE-94), que operou na Segunda Guerra Mundial.

## História
Vinte mil fuzileiros navais americanos desembarcaram na Lunga Point, no dia 7 de agosto de 1942, a fim de capturar o aeródromo em construção  pelo Exército imperial japonês - antes que este se tornasse operacional -, assim dando início à Batalha de Guadalcanal